# Route départementale 83 (Haut-Rhin)
Pour les articles homonymes, voir Route départementale 83.
La route départementale 83, ou RD 83 est une route du Haut-Rhin qui va de Burnhaupt au sud au Bas-Rhin au nord. Elle est issue du déclassement de la RN 83.

## Voie express (deBurnhaupt-le-BasàWettolsheim)
- Carrefour giratoire entre D166, D468, A36 et D83 :
  - D166 : Heimsbrunn
  - D466 : Altkirch, Dannemarie, Burnhaupt-le-Bas, Zone d'Activités
  -  A36 : Basel, Mulhouse
  -  D83 :  Belfort , Colmar, Guebwiller, Masevaux, Cernay-Thann, Burnhaupt-le-Haut
- Début de route à accès réglementée. Section à 2+1 voies (3 voies). Limitation à 70 km/h, sur l'échangeur.
- Échangeur entre D83 et A36 :  Lyon, Belfort .
- Début de 2x2 voies. Limitation à 110 km/h, après l'échangeur.
- 1 D483 : Belfort par RD, Masevaux, Burnhaupt-le-Haut
- 2 D20 : Schweighouse-Thann, Aspach-le-Bas
- 3 N66  Échangeur entre D83 et A36 :  Mulhouse, Épinal, Thann, Cernay-Centre, ZAE Heiden, ZI Europe
- 4 D2 : Wittelsheim, Cernay-Est, ZAC des Rives de la Thur - Pôle ENR
- 5 D431 : Cernay-Nord, Uffholtz, Wattwiller, Cernay-Centre
- 6 D51 : Berrwiller, Staffelfelden
- 7 D44 : Bollwiller, Hartmannswiller, Berrwiller
- à 200 m.  Avant réduction à 1 voie. Limitation à 90 km/h.
- Réduction à 1 voie. Limitation à 70 km/h.
- Fin de route à accès réglementée. Avant giratoire.
- Carrefour giratoire entre D84 et D429 : 
  - D83 : Belfort, Thann, Cernay
  - D429 : Bollwiller
  - D429 : Soultz
  - D83 : Colmar, Mulhouse, Guebwiller, Rouffach, Écomusée, Parc du Petit Prince
- Début de 2x2 voies. Début de route à accès réglementée. Limitation à 110 km/h, après l'échangeur.
- 8 D430-D4Bis : Guebwiller, Mulhouse, Ensisheim, Raedersheim, Issenheim, Soultz-Nord, ZI du Florival
- 8.1 (quart d'échangeur, vers Burnhaupt-le-Bas) : -
- 9 D3Bis : Guebwiller, Issenheim, Orschwihr, Bergholtz, Merxheim
- 10 D15 : Soultzmatt, Westhalten, Gundolsheim, Orschwihr
- 10.1 D18Bis (demi-échangeur, sens Wettolsheim-Burnhaupt-le-Bas) : -
- 11 D18Bis 4 : Rouffach-Sud
- 12 D18Bis :  Autoroute A35 (France), Rouffach-Centre, ZI Est
- 12.1 D18Bis 3 (demi-échangeur, sens Wettolsheim-Burnhaupt-le-Bas) : Rouffach-Nord
- 13 D186 : Pfaffenheim
- 14 D15 : Gueberschwihr, Hattstatt
- 15 D122 : Voegtlinshoffen, Obermorschwihr, Hattstatt
- Virages sinueux. Limitation à 90 km/h.
- 16 D1Bis :  Strasbourg,  Basel,  Mulhouse, Herrlisheim, Eguisheim, Colmar
- Fin des virages sinueux. Limitation à 110 km/h.
- 17 D14 : Husseren-les-Châteaux, Eguisheim
- à 250 m.  Avant réduction à 1 voie. Limitation à 90 km/h.
- 18 D14 : Colmar
- Réduction à 1 voie.
- Section à 2x1 voie, à 100 m.
- Fin de 2x2 voies. Section à 2x1 voie. Limitation à 80 km/h.
- Fin de route à accès réglementée. Avant giratoire.
- Carrefour giratoire entre D83, D182 et D1Bis : 
  - D83 : Belfort, Basel, Mulhouse, Rouffach, ZA Les Erien
  - C : Déserte locale
  - D182 : Wettolsheim
  - D1Bis : Husseren-les-Châteaux, Eguisheim
  - D83 : Nancy, Strasbourg, Munster, Wintzenheim, ZI Colmar, Parc des Expositons
- Section à 2x1 voie. Limitation à 80 km/h.
- Avant intersection à feux tricolore.
- Intersection à feux tricolore : Colmar-Centre ; Wettolsheim
- Section à 2x1 voie. Limitation à 80 km/h.
- : Wettolsheim
- Avant intersection à feux tricolore.
- Intersection à feux tricolore, avec D1Bis 2 : Wintzenheim ; Colmar
- Section à 2x1 voie. Limitation à 80 km/h.
- Avant giratoire.
- Carrefour giratoire entre D83 et D417 : 
  - D83 : Belfort, Basel, Mulhouse, Eguisheim, Wettolsheim, Wintzenheim-Est
  - D417 : Colmar
  - D417 : Épinal, Munster, Wintzenheim-Centre
  - D83 :  Freiburg, Nancy, Strasbourg, Ingersheim, Turckheim, ZI Colmar, Parc des Expositons
- Sur 800 m. Limitation à 90 km/h.
- à 200 m. Avant réduction à 1 voie.
- Réduction à 1 voie.
- Avant giratoire.
- Carrefour giratoire entre D83 et D11 :
  - D83 : Belfort, Mulhouse, Épinal, Munster, Wintzenheim
  - D11 : Colmar, Logelbach
  - D11 : Trois-Épis, Turckheim, Zone Commerciale
  - D83 :  Freiburg, Nancy, Strasbourg, Ingersheim, ZI Colmar, Parc des Expositons

## Tronçon commun avec l'A35 (deSaint-HippolyteàHoussen)
Sorties dans le sens Strasbourg - Colmar.
- Fin d'autoroute, l'autoroute A35 devient la route départementale RD 83. Début de route à accès réglementée. Limitation à 110 km/h, rappel.

Section non-concédée gérée par la Collectivité européenne d'Alsace et gratuite.
- 19 Bergheim (demi échangeur, sens Strasbourg-Saint Louis) : Bergheim
- 20 Guémar à 118 km : Ribeauvillé, Illhaeusern, Guémar, Bergheim, Marckolsheim
- 21 Ostheim - nord à 121 km (quart échangeur, depuis Strasbourg) : Riquewihr, Beblenheim, Ostheim
- 22 Ostheim - sud à 123 km : Ribeauvillé, Riquewihr, Beblenheim, Ostheim
  -  Limitation à 110 km/h, rappel.
- 23 Carrefour du Rosenkranz à 126 km : Colmar, Munster, Kaysersberg, Bennwihr, Houssen,  Aérodrome
- La route départementale RD 83 redevient l'autoroute A35. Limitation à 110 km/h, rappel.